# Gressard & Co.

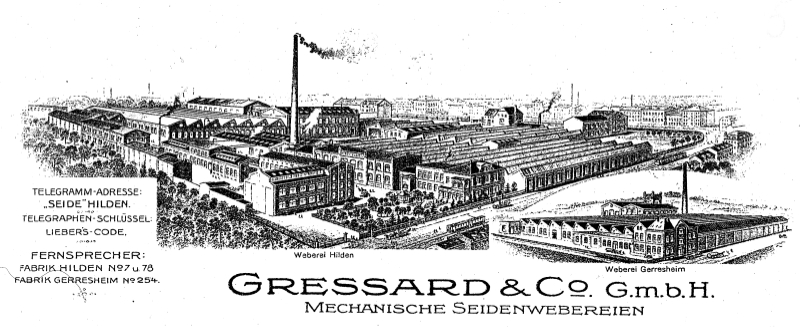
Gressard & Co., Briefkopf 1931

Das Unternehmen Gressard & Co. (Gressard und Companie) in Hilden im Rheinland betrieb Spinnerei, Weberei, Färberei und Appretur für Florettseidene Gespinste und Gewebe, gedruckte und glatte seidene Foulards, Tücher und Stoffe, Taffet, Atlas, Köper um daraus Taschen-, Hals- und Kopftücher herzustellen. Es wurde 1857 gegründet und 1956 aufgelöst.

## Unternehmensgründung und Webstühle
Am 27. April 1857 gründeten der Kolorist Hermann Gressard (* 6. September 1821), zugleich als Werkführer eingesetzt, ferner sein Bruder, der Fabrikzeichner Georg Friedrich Gressard († 12. April 1864), für die Stofffertigung zuständig, und der Handlungskommissionär Heinrich August Krall (* 9. Juni 1823 in Elberfeld; † 23. August 1905 in Hilden) als kaufmännischer Leiter, alle drei bis dahin in Elberfeld wohnend, und als vierter der Kommanditist Kaufmann Johann Peter Dahl, Kaufmann und Geldleiher in Barmen, das „Fabrikgeschäft auf Anfertigung von gedruckten und gewebten Tüchern und Stoffen“ unter der Firma Seidenweberei und Druckerei Gressard & Co. Am selben Tag erwarben sie von den Erben des 1854 in Hilden verstorbenen Fabrikanten Heinrich Hermann Wülffing das Kritzenhausgelände (heute Stadthalle am Fritz-Gressard-Platz in Hilden), auf dem vormals die Fabrik von Wülffing & Keller (Färberei und Kattundruckerei, 1832–1847) mit Wasserkraft betrieben worden war. 1857 erweiterten sie auf das angrenzende Gelände, auf dem seit 1847 der belgische Unternehmer Henri Agneessens eine Leinenzwirnfabrikation unterhalten hatte, die ab 1852 von den Brüdern Ferdinand und Eduard Schmahl weitergeführt und am 1. Mai 1853 eingegestellt worden war. Südlich angrenzend von Gressard & Co. lag das Werksgelände von Kampf & Spindler.

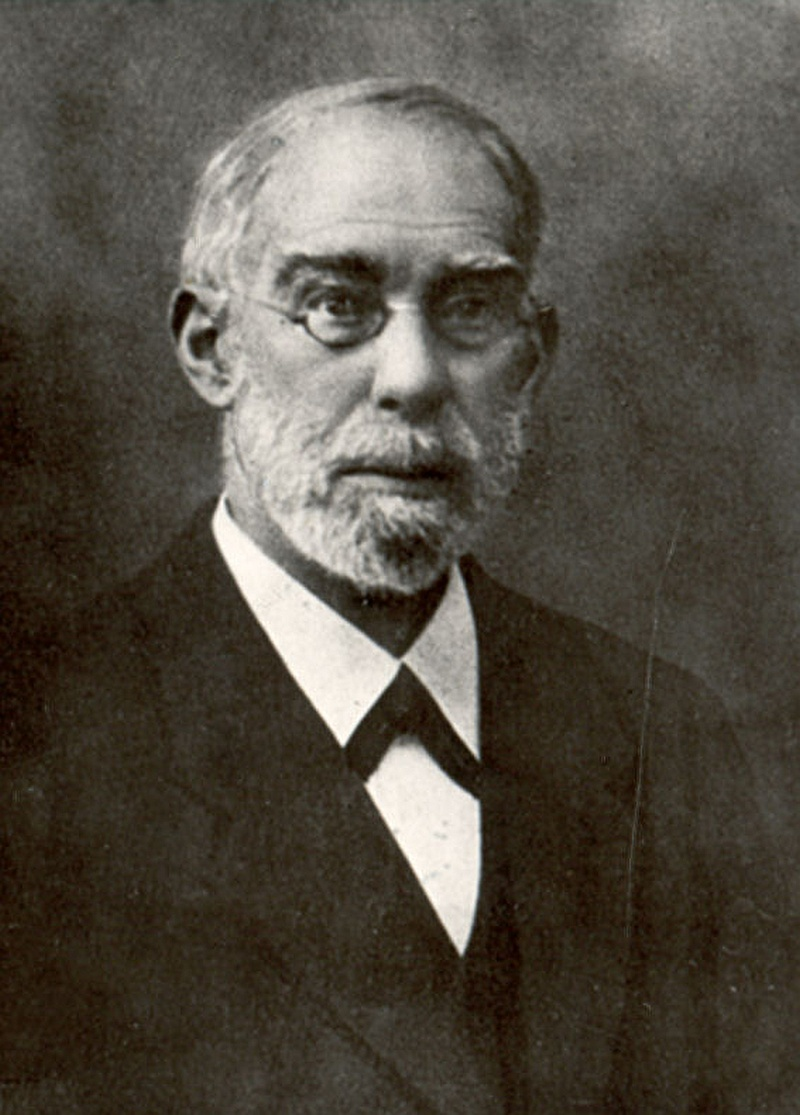
Fritz Gressard (1839–1923)

Der Kommanditist Dahl verpflichtete sich, dem Geschäft bis zum Betrage von 50.000 Talern Preußisch Courant nach Bedarf einzuschießen, die mit 5 Prozent pro Jahr verzinst wurden. Johann Peter Dahl blieb in Barmen, die übrigen Teilhaber siedelten nach Hilden über. Als Johann Peter Dahl 1860 durch Tod ausschied, trat August Helfferich aus Ulm als Geldgeber und Teilhaber dem Unternehmen bei. Nach dem Tod von Georg Friedrich Gressard im Jahr 1864 wurden dessen Söhne Friedrich (Fritz (* 26. Mai 1839 in Elberfeld; † 15. Februar 1923 in Hilden)), Ernst und Otto wurden mit dem väterlichen Kapital aufgenommen.
Das Unternehmen entwickelte sich in kürzester Zeit zum damals größten Industriebetrieb Hildens und zog zahlreiche Arbeiter an, vor allem Seidendrucker und Graveure, die sich vornehmlich in der Umgebung des Werks ansiedelten. 1858 beschäftigte es 172 Arbeiter, davon 96 Heimwerker an Handwebstühlen. Es verfügte über eine Dampfmaschine, eine Appreturmaschine, eine Kupferdruckmaschine, drei Windemaschinen, und 33 Drucktische. Zwei Jahre später arbeiteten 1860 schon 371 Arbeiter, davon 210 Heimweber und der Rest Lohnarbeiter. Es gab eine Dampfmaschine, eine Appreturmaschine, vier Kupferdruckmaschinen, eine Presse und 71 Drucktische. Die Druckerei befand sich in den Fabrikräumen. Das seidene Rohmaterial kam aus China, Japan, Italien, Frankreich und der Schweiz und wurde über Läger in Elberfeld, in Krefeld sowie in England bezogen. Die Fabrikate – seidene gedruckte Tuche und Kleiderstoffe – wurden in verschiedene Länder Europas und Südamerikas exportiert. Die Seidenweberei und -druckerei Gressard u. Comp. war lange Zeit das bedeutendste Hildener Fabrikunternehmen.

### Mechanische Weberei und Foulard-Druckerei

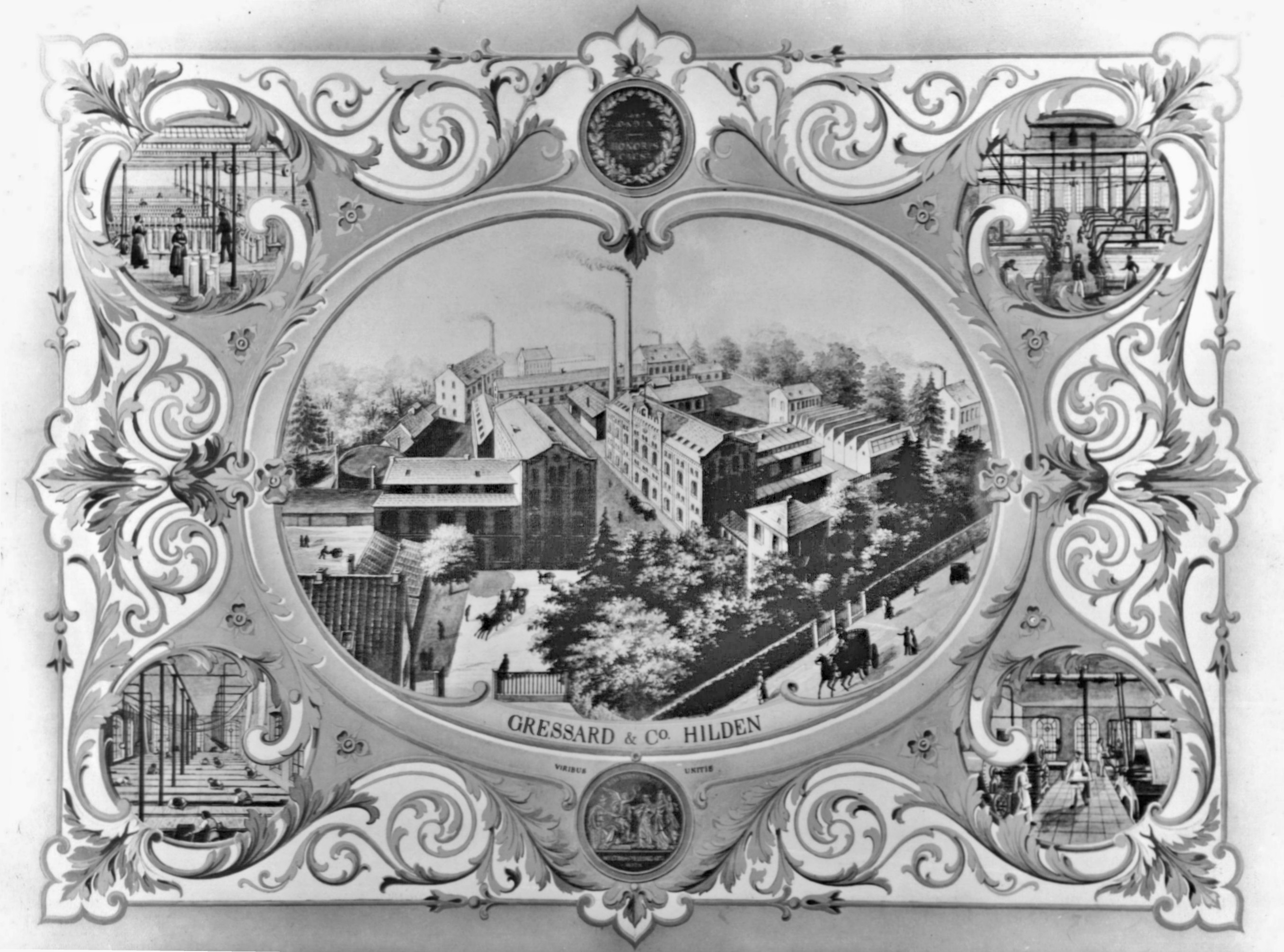
Werk Gressard & Co., Aquarell um 1880

1860 erfolgte die erste große Umstellung. Die Inhaber richteten mechanische Webstühle ein und rüsteten auf Färberei auf Foulard-Maschinen um. Die Einführung der Foulard-Weberei führte zur Zusammenfassung der Arbeiter in einem Websaal.
Parallel zum 1861 gestellten Antrag auf Stadterhebung erkundigte sich Bürgermeister Albert Koennecke in Mettmann nach der dortigen Gasfabrikation; in Mettmann waren schon Gaslaternen eingeführt. Doch die Bemühungen der Stadt gingen dem Unternehmen Gressard & Co. nicht schnell genug. Sie baute auf ihrem Gelände 1861 eine eigene Gasanstalt (heute steht dort die Stadthalle). Erst drei Jahre später erfolgte 1864 die Gründung der Hildener Gasanstalt W. Kampf & Cie. Die Kessel der Gasbereitungsanlage von Gressard & Co. lagen im rückwärtigen Werkgelände an der Itter. Das Leitungsnetz war 414 m lang und hatte 750 Anschlüsse. Sie produzierte 1869 ca. 25.485 m3 Gas im Jahr und versorgte später auch drei Gaslaternen der Schirmfurniturenfabrik W. Bauermann & Söhne an der Hofstraße. Im November 1892 stellte Gressard & Co. bei der Stadt den Antrag zum Gasbezug für ihre Weberei aus der städtischen Gasanstalt.

### Messen und Ausstellungen
Das Sortiment florettseidener Gespinste und Gewebe, gedruckter und glatter seidener Foulards, Tücher und Stoffe, Taffet, Atlas, Köper sowie Taschen-, Hals- und Kopftücher wurden auf verschiedenen Messen ausgestellt.
- Bereits auf der Weltausstellung London 1862 wurden die vom Unternehmen präsentierten Foulard-Tücher und -Kleider wegen ihrer guten Qualität mit einer Medaille ausgezeichnet.[6][7]
- 1873 beteiligte sich das Unternehmen innerhalb der Ausstellung des Deutschen Reichs an der Weltausstellung in Wien.[8][9]
- 1876 war Gressard & Co. auf der Weltausstellung in Philadelphia vertreten.[10]

### Wohnungsbau und Soziales
Die aufblühende Industrie zog viele Arbeiter, Drucker, Formenstecher an, die nach Hilden zogen. Von 1840 bis 1850 wurden 23 neue Wohnhäuser gebaut und im Zeitraum zwischen 1850 und 1860 wurde das Bautempo auf 110 Wohnhäuser gesteigert. Den Anfang zum Bau von Werkswohnungen machte schon vor 1882 das Unternehmen Reyscher & Bergmann (die spätere Gesellschaft für Baumwoll-Industrie) durch den Bau der Doppelhäuser Hochdahler Straße 90/92 und 100/102. Gressard & Co. baute zwischen 1898 und 1900 vier Doppelhäuser auf dem Karnaper Feld und an der Schützenstraße. Sieben Doppelhäuser von Kampf & Spindler lagen an der Schützen- und Humboldtstraße. Zum Zusammenschluss der Bautätigkeit wurde am 15. April 1897 die Hildener Aktienbaugesellschaft gegründet.
Der Gesellschafter August Krall errichtete 1863 einen Konsumverein, der den Mitgliedern den Bezug von Waren unter dem Marktpreis ermöglichte.
Neben einer Ortskrankenkasse existierten 1903 in Hilden sieben Betriebskrankenkassen der Textilfabrik Gressard & Co., der Besteckfabrik Heimendahl & Keller, der Textilfabrik Kampf & Spindler, der Maschinenfabrik Kirberg & Hüls, der Gerberei J. H. Stürmer, der Gesellschaft für Baumwoll-Industrie und des Röhrenwalzwerks Balcke, Tellering & Co.

### Arbeiterbewegung und Lohnstreik
Im August und September 1869 brachte ein drei Wochen dauernder großer Lohnstreik der Drucker und Formenstecher bei Gressard & Co. viel Unruhe nach Hilden. Mit ihm prallten in Hilden zum ersten Male die sozialen Gegensätze hart aufeinander, und es kam dabei zu vorübergehenden Entlassungen. Das Unternehmen machte den streikenden Arbeitern den Austritt aus dem Allgemeinen Arbeiterverein zur Bedingung für ihre Wiedereinstellung.
Bedingt durch die Große Depression (1873–1896) kam es 1882 es zur Entlassung fast sämtlicher Drucker und Graveure, was durch die schwindende Nachfrage nach bedruckten Stoffen bedingt war. Die Arbeiter waren nicht mehr ausgelastet und verdienten deshalb zu wenig.

## Erweiterung, Einheitsstoffe und externe Färberei Schlieper & Laag
Im Zusammenhang mit der Rezession wurde 1882 die Produktion von Foulards eingestellt. An ihrer Stelle traten Einheitsstoffe, und für die Fertigung derselben war – ebenfalls 1882 – eine unternehmenseigene Färberei eingerichtet worden.
Durch den folgenden Aufschwung ab 1895 musste die Färberei einem neuen großen Websaal weichen. Deshalb erwarb das Unternehmen 1897 außerhalb des Werksgeländes an der Hofstraße ein vier Morgen großes Gelände für eine Färberei, dieser Bau entstand in den folgenden Jahren. Er wurde später unter der Firma Hildener Stückfärberei ein selbständiger Betrieb, aus dem später das Unternehmen Schlieper & Laag entstand. 1897 gab es für die 600 Arbeiter bei Gressard & Co. Vollbeschäftigung, es wurden viele Überstunden geleistet, um den Aufträgen nachzukommen.

## Darlehen von Friedrich Wilhelm Herminghaus und Eigentümerwechsel

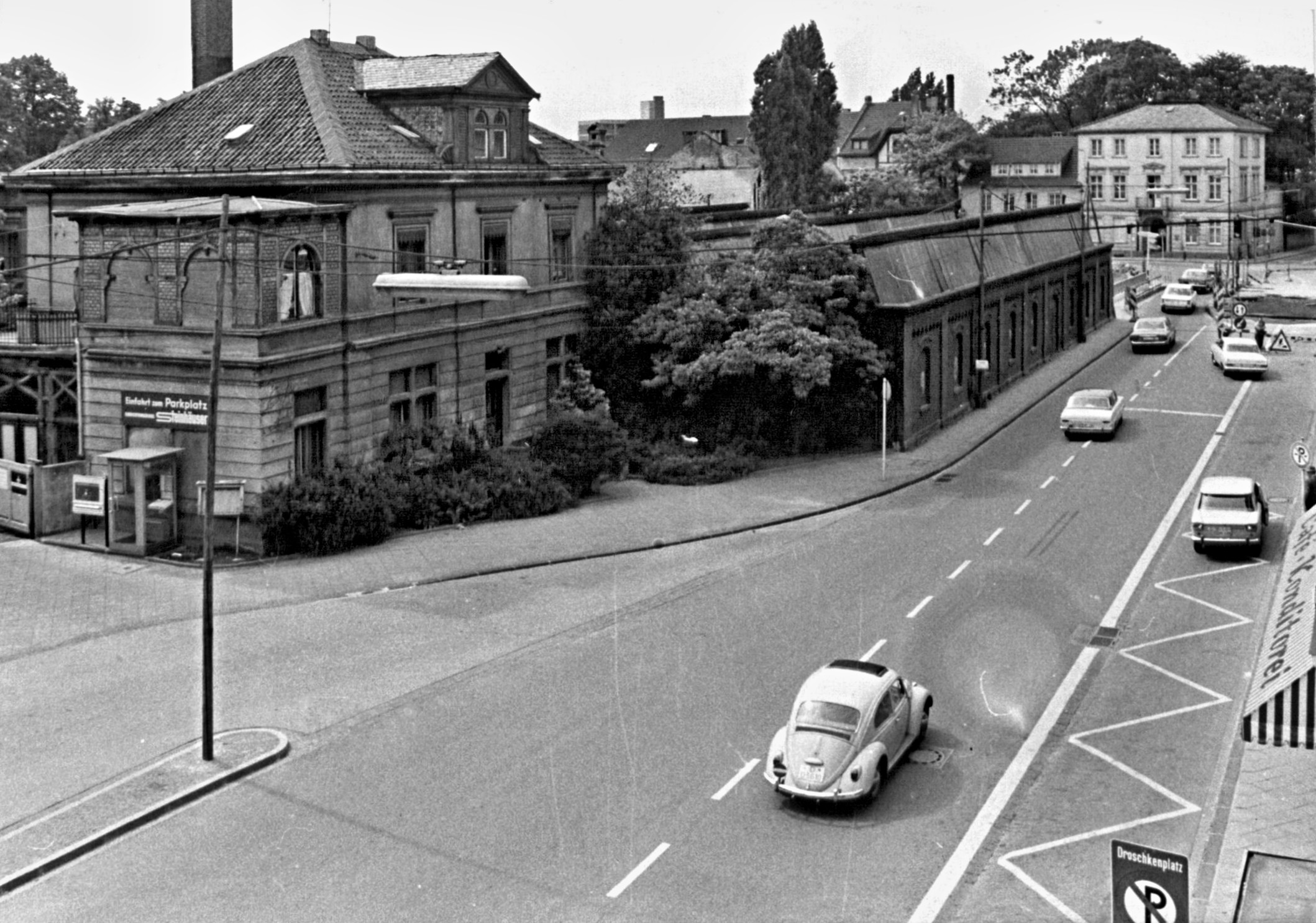
Fritz-Gressard-Platz, Villa Herminghaus (1968)

Im Zusammenhang mit den Umstellungen und dadurch bedingten Bauarbeiten sah sich die Unternehmensführung veranlasst, mehr Kapital aufzunehmen. Darlehensgeber wurde der Kaufmann Kommerzienrat Friedrich Wilhelm Herminghaus (* 8. April 1826 in Wülfrath; † 28. Juni 1907 in Wülfrath). Dessen Söhne Wilhelm Herminghaus (* 16. März 1856 in Wülfrath; † 30. Juli 1929 in Hilden) und Carl Herminghaus (* 12. Januar 1859 in Wülfrath; † 25. Juli 1917 in Lüttringhausen) wurden im Januar 1883 Teilhaber des Unternehmens Gressard & Co.
Die Gründergruppe wurde in der Folge immer mehr aus dem Unternehmen herausgedrängt. 1885 erwarb Friedrich Wilhelm Herminghaus schließlich noch die restlichen Gesellschaftsanteile und übergab das Unternehmen an seine Söhne Wilhelm und Carl, die es ohne weitere Beteiligung der ehemaligen Gründer weiterführten und 1887 auch in die Fabrikantenvilla „Haus Hagdorn“ am heutigen Fritz-Gressard-Platz einzogen. Bis 31. Dezember 1891 gewährte Friedrich Wilhelm Herminghaus dem Unternehmen seiner Söhne einen Kredit in Höhe von 142.000 Mark.

## Die Seidenweberei Gressard & Comp. in Gerresheim
Im Jahr 1896 wurde in Gerresheim (1909 nach Düsseldorf eingemeindet) auf Betreiben der Leitung der dortigen Glashütte ein Zweigwerk der Seidenweberei Gressard & Co. errichtet. Die damaligen Inhaber des Hildener Werks, Wilhelm und Carl Herminghaus, erwarben zu diesem Zweck am 31. März 1896 von der Aktiengesellschaft der Gerresheimer Glashüttenwerke vorm. Ferd. Heye ein Grundstück an der heutigen Dreifaltigkeitsstraße zum Preis von 60.000 Mark.
Zweifellos erfolgte diese Ausweitung auf Gerresheim auch deshalb, weil der Bedarf des Unternehmens an Arbeitskräften in Hilden nicht mehr gedeckt werden konnte.
Die Initiative der Glashüttenleitung erklärt sich aus der Sorge um die sozialen Belange der Glashüttenarbeiter. So sollten vor allem für deren Frauen Arbeitsplätze und somit die Möglichkeit des zusätzlichen Gelderwerbs zum Unterhalt der Familie geschaffen werden. An der damaligen Webereistraße waren zeitweise bis zu 200 junge Mädchen und Frauen beschäftigt. Sie waren Angehörige der Gerresheimer Glasarbeiterfamilien. Den Unternehmern bot sich jedoch auch noch ein nicht unwesentlicher wirtschaftlicher Vorteil: Die weibliche Arbeitskraft war billiger, da Frauen einen niedrigeren Lohn als Männer erhielten.
Im Jahr 1908 geriet das Hildener Stammwerk der Seidenweberei Gressard & Co. in finanzielle Nöte und musste einen Teil des Gerresheimer Besitzes an den Düsseldorfer Unternehmer Bernhard Weddigen veräußern. Die Gebäude des Gerresheimer Zweigwerks wurden ab 1930 von der neu gegründeten Rhena-Tapetenfabrik Carl Nobbe KG genutzt.

## Brand und Abstieg
Ein schwerer Rückschlag für das Unternehmen in Hilden war der große Brand der Hauptfabrik, der sich bei strenger Kälte am 15. Februar 1901 ereignete, und bei dem es nur mit äußerster Mühe gelang, den großen Shedsaal mit seinen 400 mechanischen Webstühlen zu retten. Nach dieser Katastrophe erreichte das Unternehmen seinen bisherigen Höchststand nicht wieder, im Gegenteil kündigten sich die ersten Anzeichen eines schleichend verlaufenden Abstiegs an. Die Seidenfabrik Gressard & Co. oHG war verschuldet. Sie musste, vor allem als sie am 1. Februar 1907 mit dem A. Schaaffhausen’schen Bankverein in Düsseldorf in Geschäftsverbindung trat, sämtliche Grundstücke, Gebäude und Maschinen bis zu einem Wert von 250.000 Mark zur Sicherheit stellen.
Am 4. März 1908 verkauften Wilhelm und Carl Herminghaus Grundstücke und Gebäude im Wert von 350.000 Mark an ihren Schwager Bernhard Weddigen, Teilhaber der Hofwagenfabrik Scheurer & Cie. in Düsseldorf. Gleichzeitig erfolgte die Umwandlung des Unternehmens in eine Gesellschaft mit beschränkter Haftung (GmbH) mit einem Stammkapital von immerhin noch 2,5 Millionen Mark. Der Abstieg war trotz Sanierungsversuchen nicht mehr aufzuhalten. Das Stammkapital sank immer rascher und wurde 1959 endgültig von bisher 462.000 DM um 60 % auf 184.000 DM herabgesetzt. Die Arbeiterzahl sank von 333 Arbeitern im Jahr 1913 auf 274 im Jahr 1931.
1956 stellte die Seidenweberei Gressard & Co. nach langem Dahinsiechen ihre Produktion in Hilden endgültig ein.
Bereits 1945 eröffnete in Hilden auf einem Teil des Gressard-Geländes das Pharmaunternehmen Lindopharm den Arzeineimittelhandel.

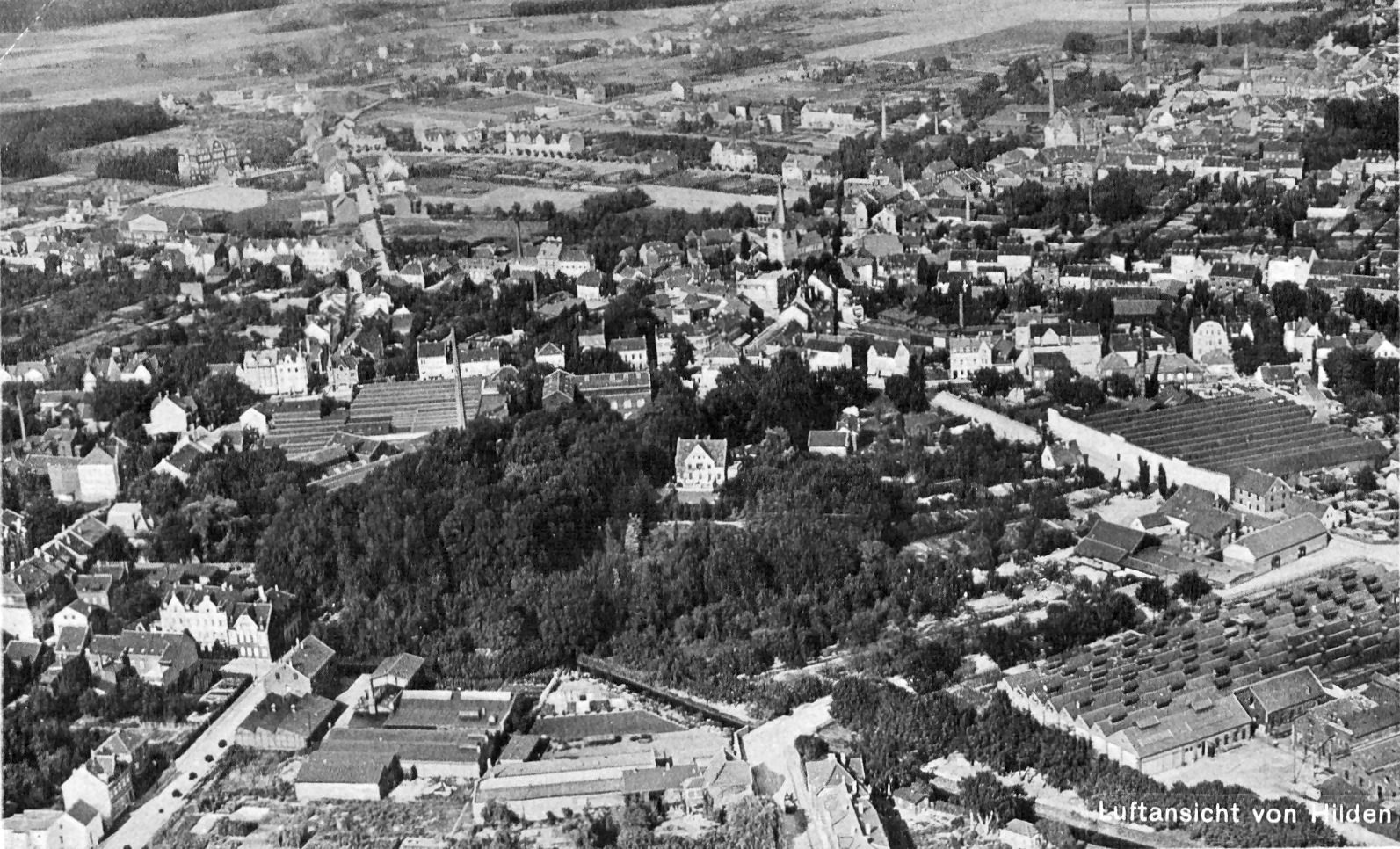
Stadtpark, ehemals Gressard & Co., und Villa Spindler, Luftbild vor 1968

## Kauf durch die Stadt Hilden und Steinhäuser-Centrum
Das Werksgelände mit einer Fläche von rund 13.000 Quadratmetern wurde 1962 an die Stadt Hilden verkauft, die ab dem 15. September 1968 alle Fabrikgebäude abbrechen ließ. Im Juli 1971 wurde der letzte Gebäudeteil gesprengt. Wo früher Fabrikhallen und Nebengebäude das Bild bestimmten, steht seit 1973 das Steinhäuser-Centrum.